# ソムニア -悪夢の少年-
『ソムニア -悪夢の少年-』（原題：Before I Wake）は、2016年にアメリカ合衆国で公開されたホラー映画である。監督はマイク・フラナガン、主演はケイト・ボスワースが務めた。
日本では劇場未公開でビデオスルーとなり、2016年9月16日にギャガからDVDが発売された。

## ストーリー
幼い息子ショーンをバスタブでの溺死事故で亡くしたマークとジェシーのホブソン夫妻。ジェシーは子供を亡くした親のグループセラピーに通っているが、不眠症と感情の麻痺した感覚に苦しみ、立ち直れずにいた。夫妻は心の溝を埋めるために、8歳の少年コーディ・モーガンの里親になることを決意する。コーディは3歳で母を亡くし、2度里親に引き取られたものの親が育児放棄したかのようにいなくなってしまうなど、いずれもうまくいかなかったという。利発だが警戒心が強く睡眠に問題があるというコーディだったが、夫妻は子を亡くした親と、親を亡くした子がお互いを必要としているのだと思い、彼を引き取った。
コーディを家に迎えるにあたり、壁に飾ってあったショーンの写真の中から親子3人で写った1枚だけを残し、他の写真は片づけた。コーディは蝶の図鑑と眠気を覚ますカフェイン剤などの刺激物を持参していた。聞くと、眠るとキャンカーマンという人を食べる怪物が来るので眠りたくないのだと言う。ジェシーがコーディを安心させ寝かしつけた後、夫婦で過ごしていると、居間に色とりどりの美しい光を帯びた蝶がたくさん飛び回り始める。突然のことに仰天する二人だが、しばらくすると蝶はふっと消えてしまう。その夜中、ジェシーの前にショーンらしき人影が現れ、すぐに消えた。ジェシーはコーディの里親になったことをショーンの霊が怒っているのだと思い、セラピーで相談するが、セラピストは睡眠不足で覚醒しながら潜在意識の中にある罪悪感によって白日夢を見ていたのではないかと言い、自分の心と向き合うようアドバイスされる。
学校から帰ってきたコーディは壁の写真を見て、ショーンのことを尋ねたので、夫妻は息子が天国にいることを話す。その夜、また美しい蝶が現れると、死んだはずのショーンが微笑みながら居間に佇んでいた。夫妻は感極まってショーンを抱きしめるが、コーディが目を覚ました瞬間、ショーンは消えてしまう。
夫妻はコーディが見ている夢が現実になって現れていることに気がつく。ジェシーはコーディにショーンの夢をもっと見させようとショーンを撮影したホームビデオを見せる。コーディが眠りにつくと、ビデオ通りの場面に蝶とともにショーンが現れ、親子は幸せなひと時を過ごす。その後、蝶が黒い蛾に変化してコーディの夢は悪夢に転じ、キャンカーマンがコーディの枕元で「いつも一緒にいる」と囁くと、コーディは恐怖に飛び起きるのだった。
コーディが学校でいじめっ子のテイトに絡まれた日、教室に一人残って居眠りしているとテイトが再び手を出そうと近づいてくる。すると突然、キャンカーマンが現れてテイトを襲い、テイトは行方不明になってしまった。
ジェシーはコーディの夢にショーンが出てくるように壁の写真を増やし、コーディの寝不足を心配するが、利用しているだけではとマークにとがめられる。それでもジェシーはショーンと会いたいために、悪夢を恐れて眠らないコーディを無理やり眠らせようと睡眠薬をこっそり飲ませてしまう。恐ろしい姿のショーンとともに現れたキャンカーマンに驚愕し、マークはコーディを起こそうとするが、薬で深い眠りに落ちたコーディは目覚めない。マークはキャンカーマンに襲われて消え、ジェシーは気を失ってしまう。しばらくして目覚めたコーディは倒れているジェシーを見て警察を呼ぶが、コーディが睡眠薬を飲まされていたことから虐待を疑われ、児童保護局に連れて行かれてしまう。
コーディを救いたいジェシーはコーディの身上書類を盗み見て、精神病院に入院している最初の里親ウィーランに会いに行く。引き取った当初は夢が現実になるコーディの特殊能力に驚き喜んだウィーランだったが、コーディが悪夢を見るようになってキャンカーマンに妻が襲われ消えてしまったのだ。絶望したウィーランはコーディを殺そうとしたが、手にかけることができなかったという。ジェシーはコーディの母親が病気で亡くなった病院を訪ね、母親について調べ始める。その頃、児童収容施設に保護されたコーディは人を傷つけることを恐れ、眠ることを拒んでいたが、心配した職員たちに睡眠薬を注射されてしまう。コーディの母親の日記を見つけ、コーディと彼の母親の間に何があったのかを知ったジェシーは、児童収容施設に急行する。

## キャスト
- ケイト・ボスワース - ジェシー・ホブソン
- トーマス・ジェーン - マーク・ホブソン
- ジェイコブ・トレンブレイ - コーディ・モーガン
- トファー・ブスケ - キャンカーマン
- アナベス・ギッシュ - ナタリー・フリードマン、ソーシャル・ワーカー
- ダッシュ・ミホク - ウィーラン
- スコッティ・トンプソン - コーディの担任の先生
- ジャスティン・ゴードン - テナント医師
- カイラ・ディーヴァー - アニー

## 製作
2013年9月7日、マイク・フラナガンが『Somnia』という映画の監督に起用されたという報道があった。11月7日、フォーカス・フィーチャーズはシエラ/アフィニティに本作の全世界配給権を売却したと発表した。2014年4月4日、レラティビティ・メディアが本作の全米配給権を購入したと報じられた。2015年3月、製作サイドはフラナガンの反対を押し切って、本作のタイトルを『Before I Wake』に変更した。
2013年11月7日、ケイト・ボスワース、トーマス・ジェーン、ジェイコブ・トレンブレイが本作に出演すると報じられた。11月18日、アナベス・ギッシュがナタリー役に起用された。
2013年11月11日、アラバマ州フェアホープで本作の主要撮影が始まった。12月12日にはバートン・アカデミーでの撮影が行われた。16日に本作の主要撮影が終了した。

## 公開
当初、本作は2015年5月8日に公開される予定だったが、後に2015年9月25日に公開日が延期されることとなった。しかし、会社の資金繰りが悪化したことを受けて、本作の公開は一旦白紙となった。後に、本作は2016年4月8日に全米公開されると発表されたが、またしても公開日が延期され、2016年9月9日公開予定となった。その後、2度目の公開白紙となった。
2016年6月、本作が7月に開催されるファンタジア国際映画祭で上映されると発表された。7月31日、本作はプレミアを迎えた。2017年4月28日、Netflixがアメリカ以外で本作の配信を始めた。12月13日、レラティビティ・メディアは本作の全米配給権をNetflixに売却すると発表した。2018年1月5日、Netflixはアメリカでの本作の配信を開始した。

## 評価
本作は批評家から好意的に評価されている。映画批評集積サイトのRotten Tomatoesには28件のレビューがあり、批評家支持率は61%、平均点は10点満点で6.4点となっている。また、Metacriticには5件のレビューがあり、加重平均値は68/100となっている。